# Batalla de Beerseba (1948)
La batalla de Beerseba, en código Operación Moisés (en hebreo: מִבְצָע מֹשֶׁה‎, transliteración: Mivtza Moshe), fue una ofensiva israelí en Beerseba, ocurrida el 21 de octubre de 1948. Era parte de la Operación Yoav, llevándose a cabo al final de esta. Esto fue posible tras la apertura de un corredor terrestre desde el desierto del Néguev hasta el resto de Israel, gracias a las batallas del corredor de separación. La captura tuvo tanto un significado militar y como político: ayudó a cortar la ruta de abastecimiento del ala este de la Fuerza Expedicionaria Egipcia, y fortaleció la posición de Israel en el desierto del Néguev.
El ataque comenzó a las 04:00 horas del 21 de octubre, e implicó a la Brigada del Néguev y al 89.º Batallón de la 8.ª Brigada. Finalizó a las 09:15 horas, cuando los egipcios se rindieron en la estación de policía de la ciudad.

## Antecedentes
La moderna Beersheba fue fundada a finales del siglo XIX, como parte de una política por Abdul Hamid II de construir y ampliar los centros de población en las regiones desérticas del Imperio otomano (fundándose otras ciudades, como Jerash, Amán y Áqaba). Las calles de la ciudad fueron trazadas en un trazado en damero, completamente fuera de carácter para el Medio Oriente en el momento. La ciudad se convirtió en una especie de capital regional y retuvo esa condición desde entonces.
El Yishuv ya estaba planeando capturar Beerseba como parte de la Operación Barak en los últimos días de la guerra civil en el mandato de Palestina, pero se vio obligada a abandonar el plan debido a batallas en el corredor de Jerusalén y Kfar Darom. Esto sólo se convirtió en plausible de nuevo en la Operación Yoav, cuando las numerosas fuerzas israelíes lanzaron una gran ofensiva sobre las posiciones egipcias en varios sitios, entre Beit Hanoun y el corredor de separación.

## Preludio

### Las fuerzas israelíes
Tras los éxitos en los teatros de operaciones, las fuerzas israelíes podían lanzar una ofensiva final —en Gaza o en Beerseba— antes del alto al fuego del 22 de octubre. El asalto tendría que ser un éxito en el marco de un solo día; sin embargo, que era poco probable conseguirlo en Gaza, con sus defensas mejoradas, así como también por ser la sede de la Fuerza Expedicionaria Egipcia, que se trasladó allí desde Majdal el 19 de octubre de 1948. Por otra parte, Beerseba servía como la única conexión de Egipto con el ala este de su ejército, estacionado entre Hebrón y Belén.
Incluso antes de la apertura del corredor terrestre hacia el Néguev el 20 de octubre, la captura de Beerseba era la máxima prioridad de la Brigada del Néguev, tras su reposición y reabastecimiento, gracias a la Operación Avak. En la noche entre el 19 y 20 de octubre, los israelíes enviaron gran parte de la 8.ª brigada y del 7.º Batallón del Néguev al enclave, así como las fuerzas de infantería de la brigada de Néguev (del 9.º Batallón), que participaban en operativos realizados en el corredor entre Gaza y Rafah (hoy Franja de Gaza). El 20 de octubre, los comandantes de las fuerzas respectivas se reunieron en los cuarteles de la Brigada del Néguev en Shoval para una reunión informativa final.
Según un telegrama egipcio interceptado por los israelíes, las fuerzas ubicadas en lo que se convertiría en la bolsa de Faluya recibieron la orden de trasladarse a Beerseba, sin saber del plan israelí para tomar la ciudad. El primer ministro israelí David Ben-Gurión no creía en la capacidad de las FDI para tomar Beerseba en tan poco tiempo, pero el telegrama aumentó significativamente la importancia de la ciudad en sus ojos, y él trabajó para retrasar el alto el fuego impuesto por las Naciones Unidas tanto como fuera posible para que Beerseba pueda ser capturada.

### Las fuerzas egipcias
Las fuerzas egipcias en Beerseba consistieron en un 1.er Batallón reforzado, con un total de unos 500 soldados, apoyados por los morteros de artillería. Las defensas de Beerseba consistían en 25 posiciones elevadas de fuego, careciendo de trincheras. Zanjas antitanque y cercas de alambre de púas rodeaban Beerseba, en el sur, el este y el noroeste. La sede del batallón estaba ubicada en la antigua estación otomana de ferrocarril.
El comando egipcio en Beerseba ignoraba el éxito de Israel en las batallas por el corredor de separación, y no esperaba un ataque. El mando de la fuerza expedicionaria sabía de estos acontecimientos, pero no pudo enviar refuerzos a tiempo.

## La batalla

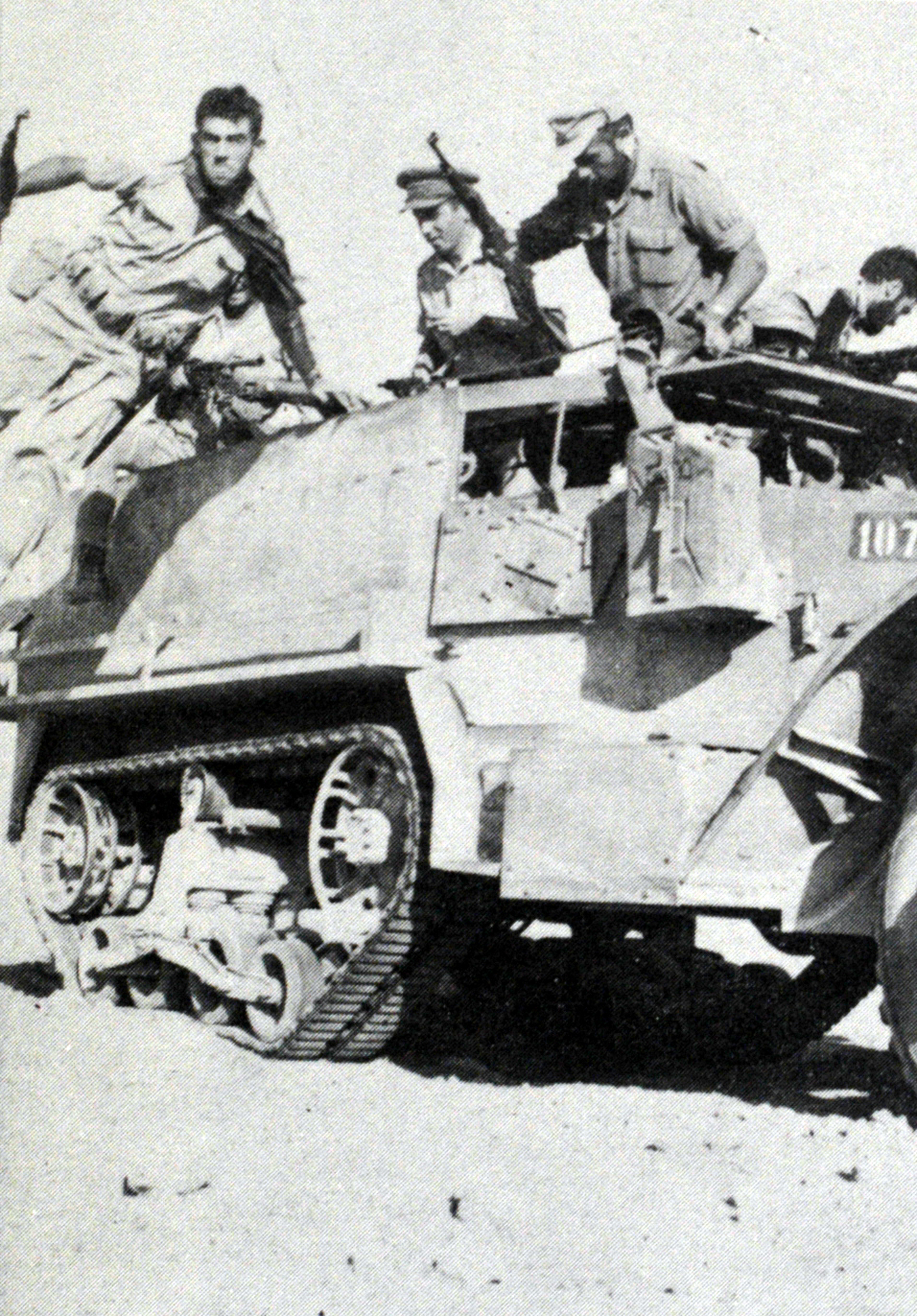
Unidades de infantería del Palmaj entran en acción durante la lucha por Beerseba.

En la noche del 20 al 21 octubre, las fuerzas israelíes se abrieron camino desde Mishmar HaNegev. Consistían en los batallones 7.º y 9.º de la Brigada del Néguev y el 89.º Batallón de la 8.ª Brigada. Fueron recibidos con fuego de artillería egipcia en Khirbet Abu ’Aisha, pero siguieron hacia el este hasta el punto de encuentro en la colina 315.2. Una fuerza de artillería dejó simultáneamente Hatzerim, al oeste de Beerseba, y se posicionó sobre toda la colina 279.9. El ataque estaba planeado para comenzar a la medianoche, pero ambas fuerzas se habían retrasado. A las 04:00 horas, la principal fuerza israelí comenzó a moverse hacia el sur hasta Beerseba, y la artillería comenzó su andanada. Un pequeño contingente de ametralladora de la fuerza de artillería ocupó la Colina 283, justo al noroeste de la estación de tren, para apuntar a las fuerzas egipcias ubicadas allí.
A continuación, el barrio nuevo en el noreste de Beersheba fue tomado sin lucha. Las fuerzas israelíes procedieron a capturar el cementerio y toda la parte noreste de la ciudad. Se detuvieron en una línea frente a la estación de policía, la mezquita y la estación de tren de la ciudad hacia el oeste, mientras que la carretera entre Gaza y Beerseba los separaba de la porción sur de la ciudad. Una fuerza blindada fue enviada al sur para bloquear el camino a Bir 'Asluj.
Cuando los israelíes se dieron cuenta de que la segunda ola de ataque, que estaba destinada a completar la captura de Beerseba, se demoraba en llegar, modificaron el plan de ataque y decidieron rodear la estación de tren. El asalto, en la fortaleza de una compañía, falló después de que cuatro semiorugas fueron dañados por las minas. Las fuerzas se reagruparon en el nuevo barrio. En ese momento, unos 60 soldados israelíes se quedaron en el centro de la ciudad, frente a un estimado de 500 tropas egipcias fortificadas en la estación de tren. Los refuerzos israelíes, por su parte, llegaron a la ciudad y entraron en una batalla con los egipcios, que contraatacaron.
En este punto, los egipcios comenzaron a caer en el caos, ya que algunos se retiraron hacia el sur. El resto de las fuerzas se concentraron en la estación de policía de la ciudad. Los israelíes dispararon sus armas antitanques a la estación, con otros contingentes capturando el resto de Beerseba. Los soldados egipcios en la estación de policía finalmente se rindieron. A las 09:15 horas, las fuerzas israelíes informaron que la ciudad estaba bajo su control. A las 09:45 horas se reagruparon y comenzaron a desplegarse para la creación de fortificaciones en varias posiciones alrededor de Beerseba.

## Consecuencias
Aunque la mayoría de la población civil de Beerseba había huido como consecuencia de los ataques aéreos israelíes, unos 350 aún vivían allí en el momento de la batalla, y fueron expulsados a Gaza. Algunos fueron supuestamente fusilados por los israelíes.[cita requerida] Algunos del estimado de 120 soldados egipcios prisioneros también fueron presuntamente asesinados.[cita requerida] El resto fueron puestos (sobre todo) a trabajar en la limpieza de las calles después de la batalla.
Beerseba se convirtió en una importante ciudad israelí y una parte integral de los primeros planes nacionales israelíes para dispersar a la población. Sus casas abandonadas fueron repobladas casi inmediatamente por los inmigrantes judíos.